# Mohammad Rasoolollah
Mohammad Rasoolollah (bra: Maomé, Mensageiro de Deus) é um filme de drama iraniano de 2015 dirigido por Majid Majidi e Kambuzia Partovi. 
Foi selecionado como representante do Irã à edição do Oscar 2016, organizada pela Academia de Artes e Ciências Cinematográficas.[carece de fontes?]

## Elenco
- Alireza Shoja Nouri - Abedal Motalibe
- Sareh Bayat - Halimah
- Mahdi Pakdel - Abu Talibe
- Mohsen Tanabandeh - Samuel
- Dariush Farhang - Abu Sufiane
- Rana Azadivar - Umm Jamil
- Hedayat Hashemi - Hanateh
- Sadegh Hatefi - Bahira
- Mina Sadati - Aminah
- Mohammad yaromtaghloo - Abu Jahl